# Viola pulvinata
Viola pulvinata là một loài thực vật có hoa trong họ Hoa tím. Loài này được Reiche miêu tả khoa học đầu tiên.